# Impressora de jato de tinta

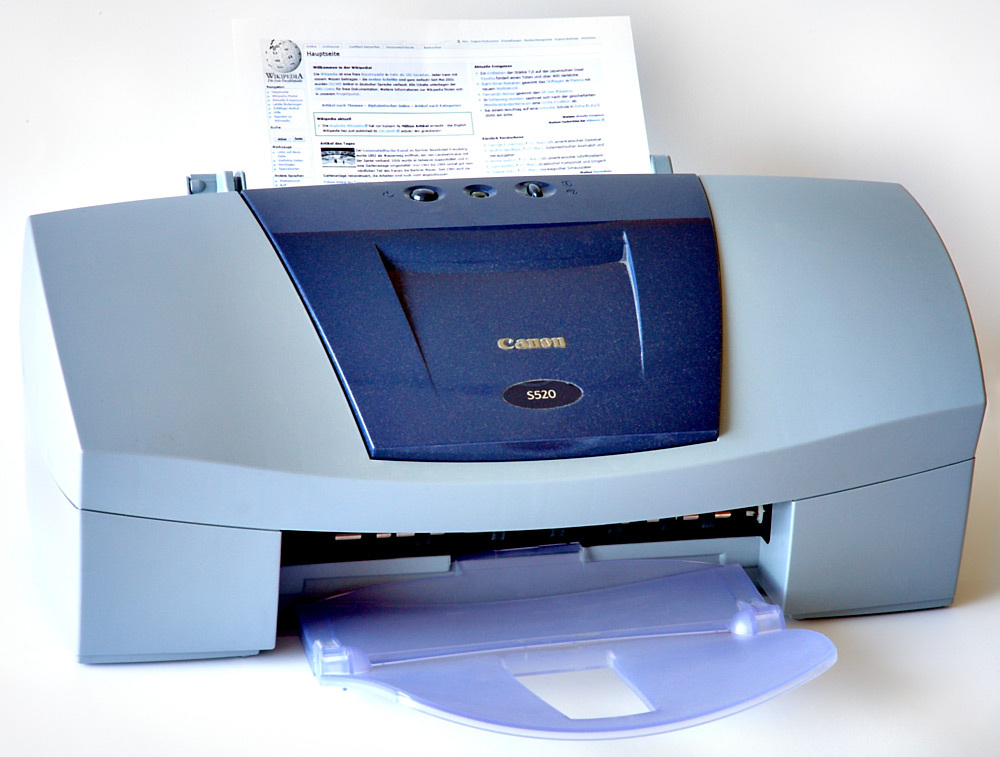
Exemplo de impressora: Canon S520 Ink jet

Impressoras a jato de tinta utilizam sistemas dotados de uma cabeça de impressão ou cabeçote com centenas de orifícios que despejam milhares de gotículas de tinta por segundo, comandados por um programa que determina quantas gotas e onde deverão ser lançadas as gotículas e a mistura de tintas.

## Formação das cores
A mistura é importante na formação das cores, sendo os cartuchos coloridos usualmente de 3 cores (ciano, amarelo e magenta), além do cartucho preto. Assim, as cores são formadas a partir das misturas dessas 4 cores - conforme o padrão CMYK.
Impressoras com qualidade fotográfica, possuem 6 cores, sendo 2 complementares: ciano claro, e magenta claro, para conseguir maior fidelidade nas gradações de cores.
A fidelidade vai depender da tecnologia empregada e da qualidade da tinta.

### Relações entre resolução de monitor de vídeo e resolução de impressora

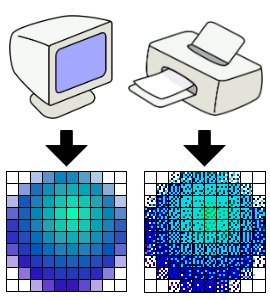
Uma imagem com 10×10 pixels no monitor de vídeo precisa de uma densidade de impressão bem maior em uma impressora jato de tinta, para obter-se qualidade semelhante.

Uma impressora jato de tinta necessita de um número muito maior de pontos por polegada para imprimir, com qualidade semelhante, uma imagem mostrada no monitor de vídeo que tenha um determinado número de pixels por polegada.
Isso acontece porque a impressora trabalha com pontos formados por até quatro canais de cores (normalmente o padrão CMKY), cada um deles com apenas uma opção de intensidade (quantidade fixa de tinta por canal), enquanto um monitor de vídeo forma um pixel utilizando três canais de cores (RGB), mas cada um deles com 256 níveis de luminosidade diferentes. Sendo assim, o número de cores que podem ser gerados pela impressora em um ponto é 16 (24), enquanto um monitor de vídeo pode gerar 16.777.216 (256³) cores diferentes em um pixel. Algumas impressoras têm a capacidade de variar a quantidade de tinta de cada canal de cor ou ter canais de cores adicionais, mas, ainda assim, haverá muito menos opções que as disponíveis em um monitor. A maioria das impressoras resolve essa limitação utilizando recursos de meio-tom (ou dithering) para simular cores adicionais, necessitando de vários pontos de impressão para obter o mesmo efeito de um único pixel na imagem do monitor (ver ilustração ao lado).

## Tecnologias

### Bubble jet (térmico)
Atualmente é o sistema mais utilizado, onde a impressora aquece pequenas quantidades de tintas a até 500 °C. Com o aquecimento uma bolha é formada e força as pequenas gotículas de tinta saírem pelo bocal. O processo leva cerca de 20 milionésimos de segundo por gota. Esse é o sistema utilizado por fabricantes como Hewlett-Packard, Lexmark, Xerox e Canon.
O mecanismo fica situado no cartucho de tinta, tornando o valor do cartucho mais caro, mas com menor manutenção e utilização de todo o conteúdo, pois seu conteúdo fica sob pressão.
A resolução que é medida em DPIs, é boa, e tem um ótimo custo benefício.

### Piezo-elétrico
Sistema utilizado pela Epson, emprega um cristal piezo-elétrico que muda de forma com a eletricidade. Assim, o cristal é entortado, gerando pressão suficiente para expelir uma gotícula de tinta, muito pequena, alcançando resoluções muito altas, com gradações de cores quase imperceptíveis.
O mecanismo fica situado na impressora, sendo os cartuchos apenas reservatórios, mas com fluxo de tinta baseado em sucção, e aceitam tanto tintas corantes como Pigmentada.
Sua resolução é muito boa, porém há a desvantagem do cartucho entupir com relativa facilidade caso não seja usada regularmente.

## Tipos de Tinta

### Corante
São moléculas coloridas solúveis no meio base da tinta que formam uma solução verdadeira, completamente homogênea e estável.
São bastante econômicas, e são utilizadas tanto em cartuchos originais como remanufaturados, sua durabilidade é média e não é a prova d'água. Essa desvantagem pode ser compensada pelo custo da tinta, que é bem inferior comparado com a pigmentada.

### Pigmentada
São partículas coloridas insolúveis que são dispersas, usualmente por meio de aditivos e moagem, de forma a permanecerem em uma suspensão estabilizada e quase homogênea.
A Epson e outros fabricantes utilizam em seus cartuchos originais, a sua precisão de cor é superior à tinta corante, e sua durabilidade também, utilizada em conjunto com papéis de boa qualidade chega a ser superior a 10 anos, segundo o fabricante.
Devido a seu alto grau de resistência à água, também é utilizada em papéis transfer, muito utilizados para estampar camisetas.